# بايبر بيه إيه-20 بيسر
بايبر بيه إيه-20 بيسر و بايبر بيه إيه-22 تراي-بيسر (بالإنجليزية: Piper PA-20 Pacer)‏ هي عائلة من الطائرة الخفيفة، عالية الجناحين، أنتجت في 1950 بالولايات المتحدة. من صناعة بايبر للطائرات. كان أول طيران لها في 1949. ومازالت في الخدمة حتى الآن. صنع منها 1120 طائرة.